# Bertram Grassby
Bertram Grassby (Lincolnshire, 23 de dezembro de 1880 – Scottsdale, 7 de dezembro de 1953) foi um ator inglês. Ele atuou em 96 filmes durante a era do cinema mudo, entre 1914 e 1927.

## Filmografia selecionada
- His Father's Rifle (1914)
- Liberty (1916) como Manuel Leon
- Salomé (1918) como Príncipe David
- The Hope Chest (1918) como Stoughton Lounsbury
- A Romance of Happy Valley (1919) como Judas
- The Delicious Little Devil (1919) como Duque de Sauterne
- The Lone Wolf's Daughter (1919) como Michael Lanyard
- What Every Woman Wants (1919)
- The Fighting Chance (1920)
- The Woman and the Puppet (1920)
- The Prisoner (1923) como Príncipe Ugo Ravorelli
- His Hour (1924) como Boris Varishkine
- The Shadow of the Desert (1924)
- When a Man Loves (1927)